# Squalius spurius
Squalius spurius là một loài cá nước ngọt thuộc họ Cyprinidae.
Loài này có ở Syria và Thổ Nhĩ Kỳ.
Môi trường sống tự nhiên của chúng là sông ngòi và sông có nước theo mùa.
Tình trạng bảo tồn của nó hiện chưa đủ thông tin.